# Cité de Stirling
La Cité de Stirling (City of Stirling en anglais) est une zone d'administration locale dans la banlieue de Perth en Australie-Occidentale en Australie à environ 10 kilomètres au nord du centre-ville. C'est la zone d'administration locale la plus peuplée de l'État.

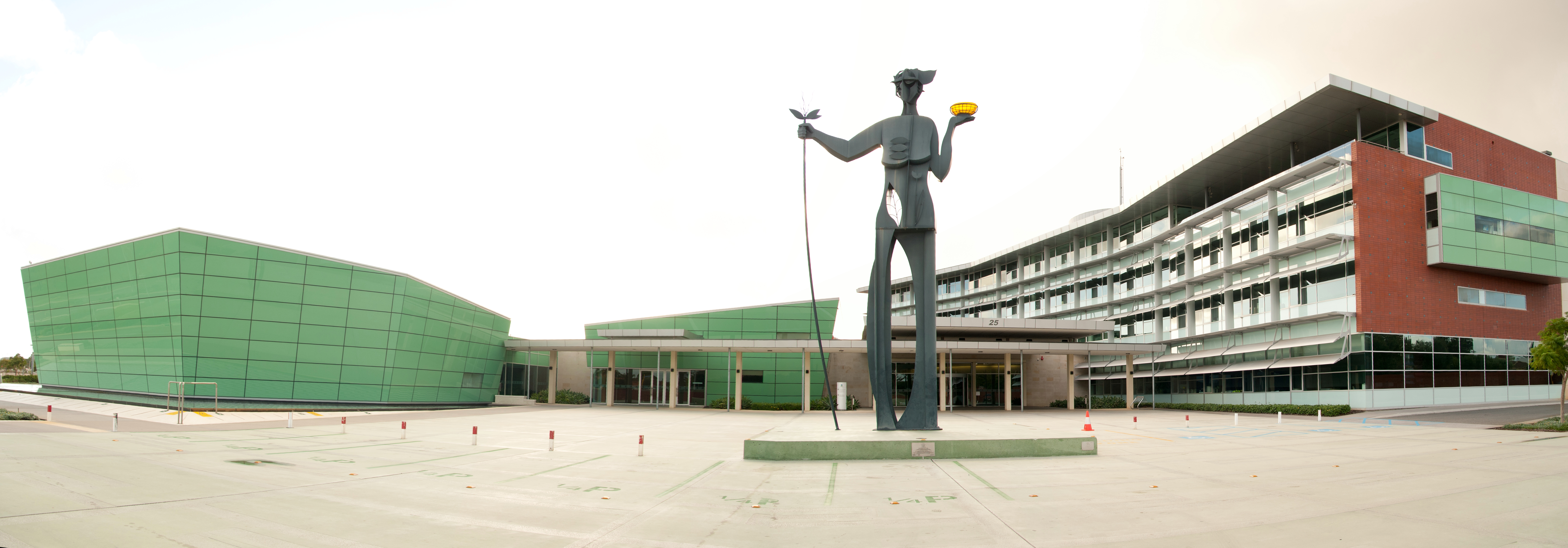
Bureaux de la ville de Stirling

La zone est divisée en un certain nombre de localités:
| - Balcatta - Balga - Carine - Churchlands - Coolbinia - Dianella - Doubleview - Glendalough - Gwelup - Hamersley - Herdsman - Inglewood - Innaloo - Joondanna - Karrinyup | - Menora - Mirrabooka - Mount Lawley - Nollamara - North Beach - Osborne Park - Scarborough - Stirling - Trigg - Tuart Hill - Waterman - Wembley Downs - Westminster - Woodlands - Yokine |

La zone a 14 conseillers et est découpée en 7 circonscriptions qui élisent chacune 2 conseillers:
- Balga Ward
- Coastal Ward
- Doubleview Ward
- Hamersley Ward
- Inglewood Ward
- Lawley Ward
- Osborne Ward